# Christian Ehrenfried von Carisien
Christian Ehrenfried von Carisien, född 7 november 1749 i Stralsund, Svenska Pommern, död 21 november 1794, var en svensk diplomat, vars Berättelse om Preussen blivit en viktig källa till Preussens politiska situation och historia.

## Biografi
Christian Ehrenfried von Carisien anställdes 1772 såsom kommissionssekreterare vid svenska beskickningen i Berlin, där han 1779–1784 var chargé d'affaires. År 1785 blev han ministerresident i Sankt Petersburg, och var slutligen 1787–1794 envoyé vid preussiska hovet. 
Lars von Engeström kallar von Carisien den mest fulländade diplomat han känt och säger att han betraktades som ett orakel av de övriga diplomaterna i Berlin. Också blev hovkanslersbefattningen erbjuden honom, men han avböjde den. von Carisien vitsordas av sina samtida även som en förträfflig karaktär. Han användes i flera kinkiga förtroendeuppdrag, till exempel vid underhandlingarna om oldenburgska arvsfrågan 1786 samt om quedlinburgska successionen och Warnemundetullen 1787. 
von Carisien inlade stor förtjänst om att Preussen – och därmed även England – upptog medlingen mellan Sverige och Danmark 1788. von Carisiens depescher röjer en djup sakkännedom såväl om förhållandena i Preussen som om den allmänna politiska situationen i Europa. Ett sammandrag av hans depescher utgör den vidlyftiga Berättelse om Preussen (utgiven 1893 av C.E.B. Taube), som han enligt förmyndarregeringens befallning avgav den 30 januari 1793 och som är av synnerlig vikt för Preussens historia.
von Carisiens farfars far var Christian Ehrenfried Charisius, borgmästare och statsråd i Stralsund, och hans farfars bror var den svenska diplomaten och överpostdirektören i Pommern, Christian Ehrenfried Charisius von Olthoff. Hans far var Christian Ehrenfried Charisius, adlad von Carisien.